# (152471) 2005 WE1
152471 (2005 WE1) là một tiểu hành tinh vành đai chính được phát hiện ngày 21 tháng 11 năm 2005 bởi James Whitney Young ở Đài thiên văn Núi bàn gần Wrightwood, California.